# Lonicera taipeiensis
Lonicera taipeiensis là một loài thực vật có hoa trong họ Kim ngân. Loài này được P.S. Hsu & H.J. Wang mô tả khoa học đầu tiên năm 1979.